# Csibi, der Fratz
Csibi, der Fratz, in Deutschland als Früchtchen verliehen, ist ein österreichischer Gesangs- und Liebesfilm von Max Neufeld mit Franziska Gaal in der Titelrolle. An ihrer Seite spielte Hermann Thimig. Der Geschichte lag das französische Bühnenstück Le fruit vert (1924) von Régis Gignoux und Jacques Théry zugrunde.

## Handlung
Wieder einmal hat Lucie Carel, eine Operndiva par excellence, in Paris einen glanzvollen Gesangsabend hinter sich gebracht. Ihre Bewunderer hängen an ihren Lippen, doch Csibi, wie Madame seit Kindestagen von ihrer Mutter genannt wird, will eigentlich nur noch nach Hause, und so ruft sie Mutter Maria an, um ihre Heimkehr anzukündigen. Zu diesem Zeitpunkt soupiert gerade ein Verehrer der älteren Dame, ein gewisser Dr. Lohnau, bei Maria, und als dieser ein Jugendfoto Csibis sieht, ist er erstaunt, dass Maria bereits eine kleine Tochter hat. Er ahnt nicht im mindesten, dass diese Tochter sogar schon längst erwachsen ist. Maria Carel lässt ihn in dem Glauben …
Daheim bei Mutti, hat Lucie Carel nun eine diebische Freude daran, die Rolle des kleinen Kindes Csibi zu übernehmen, um ihre Mutter vor deren Verehrern weniger alt erscheinen zu lassen und die Gäste Marias, darunter auch Lohnaus Freund Dr. Werner, einen Rechtsanwalt, ordentlich auf den Arm zu nehmen. Bald schlüpft sie von einer Rolle in die andere: erst ist sie Csibi, der kleine Fratz, dann wieder der begnadete Gesangsstar aus der Opernwelt. Besonders angetan hat es ihr Dr. Werner, den Csibi prompt unter einem Vorwand besucht. Als plötzlich die Ehefrau eines anderen Mannes erscheint und die beiden Damen kurzerhand ihre Rollen wie auch die Kleider miteinander tauschen, beginnt das Durcheinander handfest zu werden. Nach allerlei weiteren Verwicklungen finden schließlich Lucie und Werner zusammen und jeder der Herren behauptet steif und fest, die Charade natürlich von Anfang an durchschaut zu haben.

## Produktionsnotizen
Csibi, der Fratz entstand ab Ende November des Jahres 1933 in Wien und wurde dort am 2. Februar 1934 auch uraufgeführt. Massenstart war am 16. Februar desselben Jahres. Die deutsche Erstaufführung erfolgte unter dem Titel Früchtchen am 23. Februar 1934 in Berlins Gloria-Palast.
Der deutsche Regisseur Richard Eichberg übernahm die künstlerische Oberleitung und war am Drehbuch beteiligt. Julius von Borsody entwarf die Filmbauten; Filmeditor László Benedek assistierte auch Regisseur Neufeld.

## Wissenswertes
Im selben Jahr wurde von dem Film als Frutto acerbo auch eine italienische Version gedreht. 1942 wurde der Stoff unter dem Titel Between Us Girls in Hollywood von Henry Koster neuverfilmt.

## Musik
Folgende Musiktitel Nikolaus Brodszkys wurden gespielt:
- Heut’ bin ich verliebt
- Kleine, entzückende Frau
- Soviel Fragen kann ein Baby nicht ertragen

An der Musik waren Charlie Gaudriot, Walter Landauer, Heinz Sandauer und Andreas Sattler beteiligt. Die musikalische Leitung übernahm Rudolf Perak, die Liedtexte verfasste Hertha Lange.

## Kritiken
Paimann’s Filmlisten resümierte: „Das Sujet ist, obwohl nach etwas zähflüssiger Exposition mit Witz, Tempo und dankbaren Situationen gesegnet, nur Folie für die Gaál. Sie gestaltet die Rolle nach ihrer charmanten Eigenart, bringt eine verblüffende Kongruenz der äußeren Erscheinung fertig. Thimig, gut gelaunt wie selten, assistiert an der Spitze eines gewählten Ensembles. Die Regie ist auf exakte Darstellerführung, pausenlosen Ablauf des vorzüglich pointierten Dialogs bedacht … und in Brodszkys schmissiger Musik ausgezeichnete Helfer.“
Die Österreichische Film-Zeitung schrieb: „In einer gänzlich neuartigen Rolle hat Franziska Gaal … eine ebenso dankbare wie schwierige Rolle gefunden, die sie mit bezauberndem Scharm und großem schauspielerischen Können löst.“
Auf film.at heißt es: „Plots, das muss man bei Neufeld immer wieder sagen, sind im Prinzip Gerüste, damit die Darsteller was haben, woran sie herumturnen können, nicht mehr und nicht weniger. Der Effekt, jedenfalls, der Anblick des Gaal-Görs ist unziemlich irritierend und auf kirr-perverse Weise sehr, sehr lustig. Die gediegene Protzigkeit der Produktion verleiht dem Film sogar den entscheidenden Drall: französisch-pikante Petitessen zwischen Wien und Berlin, Schwung und Zack.“